# Chris Jack
Christopher Raymond Jack, detto Chris (Christchurch, 5 settembre 1978), è un rugbista a 15 neozelandese, seconda linea dei Kyuden Voltex, in Top League giapponese, e internazionale per gli All Blacks dal 2001 al 2007.

## Biografia
Proveniente dalla provincia rugbistica di Canterbury, per la quale esordì nel 1998 nel campionato nazionale provinciale neozelandese, Jack fece parte della franchise dei Crusaders fino al 2007: in tale periodo si aggiudicò quattro titoli del Super Rugby.
In Nazionale debuttò nel giugno 2001 contro l'Argentina a Christchurch, sua città natale; prese poi parte alla Coppa del Mondo di rugby 2003 giungendo terzo.
Nel 2006 si trasferì alla neoistituita provincia di Tasman, e l'anno successivo prese parte alla Coppa del Mondo di rugby 2007 in Francia, dove gli All Blacks si fermarono ai quarti; finì in tale occasione la sua carriera internazionale, perché già dall'aprile precedente aveva firmato un contratto per gli inglesi del Saracens; l'avventura a Londra terminò dopo due anni, perché il club, per ragioni tecnico-economiche, decise di risolvere i contratti di 12 dei suoi giocatori a fine stagione.
Per la seconda parte dell'anno Jack si accordò quindi con la formazione sudafricana di Currie Cup del Western Province, e per il 2010 fece ritorno in Nuova Zelanda, di nuovo a Tasman e ai Crusaders, che aveva lasciato nel 2007 con 89 presenze all'attivo in Super Rugby e con la quale tagliò, un anno dopo il suo ritorno, il traguardo dei 100 incontri nel torneo.
Vanta anche diversi inviti nei Barbarians tra il 2008 e il 2010.

## Palmarès
- Super Rugby: 4
Crusaders: 1999, 2000, 2002, 2005